# Reserva de oro
Las reservas de oro están en manos de los bancos centrales como depósitos de valor. En 2011, se estimaba que el total de todo el oro extraído de las minas era de 165.000 toneladas. Una tonelada de oro equivalía a un valor de $51,055 millones de dólares hacia mayo de 2012 ($1588/onza troy). El valor total de todo el oro extraído sería de $8.42 billones de dólares.
A finales de 2004, los bancos centrales y organismos oficiales, sostuvieron que el 19% de todo el oro minado permanecía como activo de reserva.
Aproximadamente el 1% de todo el oro extraído (370 toneladas métricas) fueron extraídas durante los primeros 5 años de la Fiebre del oro de California (Con un valor aproximado de $11 millardos de dólares, según los precios de julio de 2008).

## Reservas de oro del Fondo Monetario Internacional
El FMI posee 2800 toneladas de oro en su poder a mayo del 2012 (valoradas a un precio de $42,22 dólares una onza troy, a efectos contables) un precio que se fijó en 1971 justo antes de que la administración Nixon desvinculase oficialmente el dólar del oro, y en su lugar permitiera al mercado fijar el valor del dólar.

## Reservas de oro soberanas
| Rank | País/organización     | Reservas en oro (en tons) | Porcentaje de Oro sobre las Reservas internacionales del país |
| ---- | --------------------- | ------------------------- | ------------------------------------------------------------- |
| 1    | Estados Unidos        | 8,133.5                   | 77.0%                                                         |
| 2    | Alemania              | 3,366.5                   | 73.5%                                                         |
| —    | FMI                   | 2,814.0                   | N/A                                                           |
| 3    | Italia                | 2,451.8                   | 68.3%                                                         |
| 4    | Francia               | 2,436.0                   | 63.2%                                                         |
| 5    | Rusia                 | 2,271.2                   | 19.9%                                                         |
| 6    | China                 | 1,948.3                   | 2.9%                                                          |
| 7    | Suiza                 | 1,040.0                   | 6.0%                                                          |
| 8    | Japón                 | 765.2                     | 2.8%                                                          |
| 9    | India                 | 633.1                     | 6.8%                                                          |
| 10   | Países Bajos          | 612.5                     | 69.5%                                                         |
| —    | Banco Central Europeo | 504.8                     | 30.0%                                                         |
| 11   | Taiwán                | 422.4                     | 4.2%                                                          |
| 12   | Turquía               | 412.5                     | 20.4%                                                         |
| 13   | Kazajistán            | 385.5                     | 64.9%                                                         |
| 14   | Portugal              | 382.5                     | 77.1%                                                         |
| 15   | Uzbekistán            | 335.9                     | 56.0%                                                         |
| 16   | Arabia Saudita        | 323.1                     | 3.1%                                                          |
| 17   | Reino Unido           | 310.3                     | 8.7%                                                          |
| 18   | Líbano                | 286.8                     | 26.4%                                                         |
| 19   | España                | 283                       | 18.4%                                                         |
| 20   | Austria               | 280.0                     | 57.8%                                                         |

| Rango | País/Organización        | Oro (toneladas)                    | Porcentaje de Oro sobre el total de las Reservas Internacionales (%) del país |
| ----- | ------------------------ | ---------------------------------- | ----------------------------------------------------------------------------- |
| 1     | Estados Unidos           | 8133,5                             | 73,9%                                                                         |
| 2     | Alemania                 | 3747,9                             | 71,7%                                                                         |
| 3     | FMI                      | 3101,3                             | -                                                                             |
| 4     | Italia                   | 2701,9                             | 68,6%                                                                         |
| 5     | Francia                  | 2683,8                             | 66,1%                                                                         |
| 6     | Rusia                    | 2185,2 .. ( .. 2 219,2 T Sep 2019) | 7,8%                                                                          |
| 7     | China                    | 1161,6 .. ( .. 1926,5 T Jul 2019)  | 1,6%                                                                          |
| 8     | Suiza                    | 1146,2                             | 17,6%                                                                         |
| 9     | Japón                    | 843,2                              | 3,3%                                                                          |
| 10    | Países Bajos             | 674,9                              | 59,4%                                                                         |
| 11    | India                    | 614,6                              | 8,7%                                                                          |
| 12    | Banco Central Europeo    | 555,3                              | 31,3%                                                                         |
| 13    | Taiwán                   | 466,8                              | 4,6%                                                                          |
| 14    | Portugal                 | 421,6                              | 81,1%                                                                         |
| 15    | Venezuela                | 353.0                              | 0,018%                                                                        |
| 16    | Arabia Saudita           | 322,9                              | 3,0%                                                                          |
| 17    | Reino Unido              | 310,3                              | 16,8%                                                                         |
| 18    | Irán                     | 300,0 (No official est.)           | -                                                                             |
| 19    | Austria                  | 304,0                              | 57,8%                                                                         |
| 20    | España                   | 283                                | 38,6%                                                                         |
| 21    | Líbano                   | 286,8                              | 27,6%                                                                         |
| 22    | Bélgica                  | 227,5                              | 36,8%                                                                         |
| 23    | Pakistán                 | 184,4                              | 19,2%                                                                         |
| 24    | Filipinas                | 175,9                              | 14,0%                                                                         |
| 25    | Argelia                  | 173,6                              | 4,5%                                                                          |
| 26    | Libia                    | 143,8                              | 5,6%                                                                          |
| 27    | Singapur                 | 127,4                              | 2,5%                                                                          |
| 28    | Suecia                   | 125,7                              | 11,1%                                                                         |
| 29    | Sudáfrica                | 124,9                              | 12,2%                                                                         |
| 30    | México                   | 120,5                              | 3%                                                                            |
| 31    | BIS                      | 120,0                              | -                                                                             |
| 32    | Turquía                  | 116,1                              | 6,0%                                                                          |
| 33    | Grecia                   | 111,7                              | 78,7%                                                                         |
| 34    | Rumania                  | 103,7                              | 9,1%                                                                          |
| 35    | Polonia                  | 102,9                              | 4,5%                                                                          |
| 36    | Tailandia                | 99,5                               | 2,5%                                                                          |
| 37    | Australia                | 79,9                               | 8,1%                                                                          |
| 38    | Kuwait                   | 79,0                               | 13,5%                                                                         |
| 39    | Egipto                   | 75,6                               | 8,7%                                                                          |
| 40    | Indonesia                | 73,1                               | 3,6%                                                                          |
| 42    | Kazajistán               | 67,3                               | 10,0%                                                                         |
| 43    | Dinamarca                | 66,5                               | 3,3%                                                                          |
| 44    | Argentina                | 61,7                               | 6,5%                                                                          |
| 45    | Finlandia                | 49,1                               | 20,6%                                                                         |
| 46    | Corea del Sur            | 42,2                               | 2,7%                                                                          |
| 47    | Bulgaria                 | 39,9                               | 9,9%                                                                          |
| 48    | WAEMU                    | 36,5                               | 12,2%                                                                         |
| 49    | Malasia                  | 36,4                               | 1,5%                                                                          |
| 50    | Bielorrusia              | 32                                 | 24,5%                                                                         |
| 51    | Perú                     | 34,7                               | 3,6%                                                                          |
| 52    | Brasil                   | 33,6                               | 0,5%                                                                          |
| 53    | Eslovaquia               | 31,8                               | 65,4%                                                                         |
| 54    | Bolivia                  | 28,3                               | 13,4%                                                                         |
| 55    | Ucrania                  | 27,2                               | 3,5%                                                                          |
| 56    | Ecuador                  | 26,9                               | 31,0%                                                                         |
| 57    | Siria                    | 25,8                               | -                                                                             |
| 58    | Marruecos                | 22,0                               | 4,2%                                                                          |
| 59    | Nigeria                  | 21,4                               | -                                                                             |
| 60    | Sri Lanka                | 17,5                               | 11,9%                                                                         |
| 61    | Chile                    | 14,4                               | 0,2%                                                                          |
| 62    | Chipre                   | 13,9                               | 50,8%                                                                         |
| 63    | Bangladés                | 13,5                               | 5,2%                                                                          |
| 64    | Serbia                   | 13,1                               | 4,2%                                                                          |
| 65    | Antillas Neerlandesas    | 13,1                               | 36,3%                                                                         |
| 66    | Jordania                 | 12,8                               | 4,3%                                                                          |
| 67    | República Checa          | 12,7                               | 1,2%                                                                          |
| 68    | Camboya                  | 12,4                               | 14,4%                                                                         |
| 69    | Catar                    | 12,4                               | 2,1%                                                                          |
| 70    | Laos                     | 8,8                                | 36,5%                                                                         |
| 71    | Letonia                  | 7,7                                | 4,0%                                                                          |
| 72    | CEMAC                    | 7,1                                | 2,3%                                                                          |
| 73    | Guatemala                | 6,9                                | 5,3%                                                                          |
| 74    | Colombia                 | 6,9                                | 1,1%                                                                          |
| 75    | Macedonia del Norte      | 6,8                                | 12,7%                                                                         |
| 76    | Túnez                    | 6,8                                | -                                                                             |
| 77    | Irlanda                  | 6,0                                | 11,8%                                                                         |
| 78    | Lituania                 | 5,8                                | 3,8%                                                                          |
| 79    | Baréin                   | 4,7                                | -                                                                             |
| 80    | Mauricio                 | 3,9                                | 6,8%                                                                          |
| 81    | Canadá                   | 3,4                                | 0,2%                                                                          |
| 82    | Tayikistán               | 3,3                                | -                                                                             |
| 83    | Eslovenia                | 3,2                                | 13,4%                                                                         |
| 84    | Aruba                    | 3,1                                | 17,7%                                                                         |
| 85    | Hungría                  | 3,1                                | 0,3%                                                                          |
| 86    | Kirguistán               | 2,6                                | 6,5%                                                                          |
| 87    | Luxemburgo               | 2,2                                | 11,7%                                                                         |
| 88    | Hong Kong                | 2,1                                | 0,0%                                                                          |
| 89    | Surinam                  | 2,0                                | 11,4%                                                                         |
| 90    | Islandia                 | 2,0                                | 1,6%                                                                          |
| 91    | Papúa Nueva Guinea       | 2,0                                | 2,9%                                                                          |
| 92    | Trinidad y Tobago        | 1,9                                | 0,8%                                                                          |
| 93    | Albania                  | 1,6                                | 2,8%                                                                          |
| 94    | Yemen                    | 1,6                                | 1,1%                                                                          |
| 95    | Camerún                  | 0,9                                | 1,2%                                                                          |
| 96    | Mongolia                 | 0,9                                | 2,4%                                                                          |
| 97    | Honduras                 | 0,7                                | -                                                                             |
| 98    | Paraguay                 | 8,19                               | -                                                                             |
| 99    | República Dominicana     | 0,6                                | 1,0%                                                                          |
| 100   | Gabón                    | 0,4                                | 0,8%                                                                          |
| 101   | Malaui                   | 0,4                                | 6,2%                                                                          |
| 102   | República Centroafricana | 0,3                                | 8,4%                                                                          |
| 103   | Chad                     | 0,3                                | 2,4%                                                                          |
| 104   | República del Congo      | 0,3                                | 0,4%                                                                          |
| 105   | Uruguay                  | 0,3                                | 0,1%                                                                          |
| 106   | Fiyi                     | 0,2                                | -                                                                             |
| 107   | Estonia                  | 0,2                                | 0,3%                                                                          |
| 108   | Malta                    | 0,2                                | 1,6%                                                                          |
| 109   | Costa Rica               | 0,1                                | 0,1%                                                                          |
| 110   | Haití                    | 0,0                                | 0,1%                                                                          |
| 111   | Burundi                  | 0,0                                | 0,5%                                                                          |
| 112   | Omán                     | 0,0                                | 0,0%                                                                          |
| 113   | Comoras                  | 0,0                                | -                                                                             |
| -     | Mundo                    | 30562,5                            | -                                                                             |

## Reservas de oro privadas
Con fecha de mayo de 2011, 2,040 toneladas de oro están en manos de inversores privados a través de ETFs (fondos cotizados).
| Posición | Nombre                          | Tipo     | Oro (Toneladas) |
| -------- | ------------------------------- | -------- | --------------- |
| 1        | SPDR Gold Shares                | ETF      | 1.210,75        |
| 2        | ETF Securities Gold Funds       | ETF      | 259,79          |
| 3        | ZKB Physical Gold               | ETF      | 195,53          |
| 4        | COMEX Gold Trust                | ETF      | 137,61          |
| 5        | Julius Baer Physical Gold Fund  | ETF      | 93,50           |
| 6        | NewGold ETF                     | ETF      | 47,75           |
| 7        | Sprott Physical Gold Trust      | ETF      | 32,27           |
| 8        | Bullionvault                    | Depósito | 32,1            |
| 9        | ETFS Physical Swiss Gold Shares | ETF      | 27,97           |
| 10       | GoldMoney                       | Depósito | 17,99           |